# Abdicación de Juan Carlos I
La abdicación de Juan Carlos I fue el acto de renuncia al trono de España formalizado por Juan Carlos I de España en favor su hijo Felipe el 18 de junio de 2014. La decisión había sido anunciada el 2 de junio y se haría efectiva el día 19, tras la aprobación y posterior publicación en el Boletín Oficial del Estado de la Ley Orgánica 3/2014. Esta ley, que exigía la Constitución de 1978 en su artículo 57.5, fue aprobada por las Cortes, sancionada por el propio rey saliente y refrendada por el presidente del Gobierno, Mariano Rajoy, el 18 de junio en el Salón de Columnas del Palacio Real de Madrid y se hizo efectiva tras su publicación, a las 0:00 horas del día 19 en el Boletín Oficial del Estado.
A partir de ese momento, el hasta entonces príncipe de Asturias Felipe de Borbón y Grecia pasaba a ostentar la jefatura del Estado con el nombre de Felipe VI. En cualquier caso, Juan Carlos I retenía, de forma vitalicia y honorífica, el título de rey, con las funciones protocolarias que le encomendara el recién proclamado nuevo soberano.

## Antecedentes

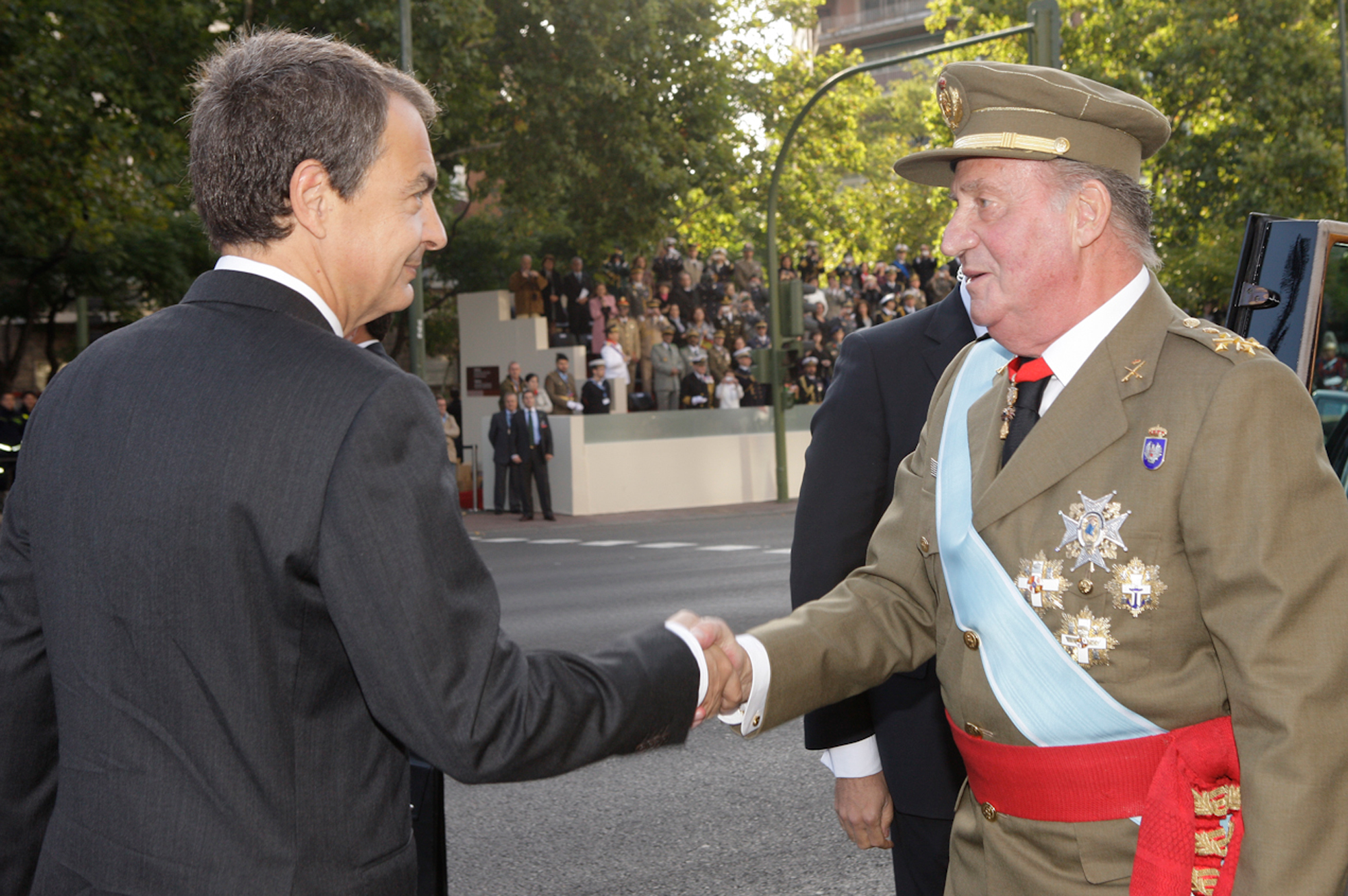
José Luis Rodríguez Zapatero saluda, como presidente del Gobierno, al rey Juan Carlos I en octubre de 2010.

En 2010, el equipo médico de Zarzuela detectó en un pulmón del rey un nódulo que podría ser cancerígeno. La noticia sumió en la preocupación por la salud del monarca a todos los estamentos del país, y además puso sobre el tapete la cuestión de la continuidad en la jefatura del Estado. Con vistas a estudiar la posibilidad de instaurar una regencia, en esos primeros meses del año el propio Juan Carlos y Felipe González se reunieron con el entonces presidente del Gobierno, José Luis Rodríguez Zapatero, y con el presidente de las Cortes, José Bono. Finalmente, el 8 de mayo, los cirujanos del Hospital Clínico y Provincial de Barcelona le extirparon el tumor. La biopsia posterior determinó que era benigno y el debate sobre la sucesión quedó aparcado.
A partir de 2011, la imagen pública del rey empezó a sufrir un desgaste significativo por el caso de corrupción Nóos, en el que podría estar implicada su hija la infanta Cristina de Borbón. 
En ese ambiente de desconfianza hacia la institución, en abril de 2012 estalló el escándalo por el accidente doméstico en Botsuana, por el que se supo que, en plena crisis económica, con la prima de riesgo en máximos históricos y el país a punto de ser intervenido, el monarca había viajado al país africano a cazar elefantes con su amante, la empresaria Corinna Larsen. Además, a raíz del incidente salieron a la luz los lucrativos negocios privados que desde hacía años venía manteniendo el monarca con la oligarquía saudí.
A pesar del escándalo, el rey seguía sintiéndose protegido por la clase política: solo el socialista madrileño Tomás Gómez había verbalizado públicamente la posibilidad de que el monarca abdicara.
Mientras tanto, se sucedían los problemas de salud: desde el accidente en África, Juan Carlos había sido sometido a varias intervenciones quirúrgicas para tratar de aliviar sus problemas de movilidad: en noviembre de 2012, primera operación de la articulación de la cadera izquierda; en marzo de 2013, reparación de hernia discal; y en septiembre de 2013, segunda operación de cadera izquierda.
La primera persona que supo de las inquietudes del rey fue Félix Sanz Roldán, director del Centro Nacional de Inteligencia (CNI) y amigo personal del monarca. El 19 de noviembre de 2012, Juan Carlos, en presencia de Sanz Roldán, comunica a Rafael Spottorno, jefe de la Casa, que está barajando la posibilidad de abdicar el trono, y establece como fecha simbólica el 5 de enero de 2014, con ocasión de su septuagésimo sexto cumpleaños, es decir, a quince meses vista. Diez días más tarde, Spottorno convoca a sus dos antecesores en el cargo, Fernando Almansa y Alberto Aza, y, en una reunión a cuatro, comienzan a vislumbrar los múltiples interrogantes jurídico-políticos, y también de índole personal para el propio monarca, que entraña articular la futura ley, ya que la Constitución se limitaba a dictaminar, en su artículo 57.5, que cualquier duda tendría que resolverse mediante una ley orgánica y aprobarse por el Congreso de los Diputados por mayoría absoluta. La carta magna no precisaba si el papel del Congreso era autorizar o bien sancionar, si este tendría que dar por buena la decisión que tomara el rey; si este debía someterse a la aprobación de aquel; si, en definitiva, podrían los políticos impedirle abdicar. Entre los interrogantes personales, se trataba de determinar, entre otras cuestiones, si Juan Carlos podría seguir o no residiendo en La Zarzuela. 
En cualquier caso, el temor mayor de «los cuatro magníficos» (como llegaron a ser conocidos coloquialmente en palacio) era que las fuerzas políticas no favorables a la monarquía «aprovecharan» esa ley para «abrir el melón» sobre la forma de Estado. Ante las dudas y la diversidad de opiniones entre ellos, los hombres del rey (entre los que estaba también el general Domingo Martínez Palomo como Jefe del Gabinete de Planificación y Coordinación) decidieron pedir ayuda al expresidente de las Cortes, exministro de Justicia y consejero permanente del Consejo de Estado Landelino Lavilla, uno de los juristas que en mayor medida habían contribuido a sentar los pilares jurídicos de la Transición. Tras estudiar el asunto, Lavilla emitió una primera conclusión: la ley tendría que ser ser muy breve, tan breve que ni siquiera suscitara debate en el Congreso.

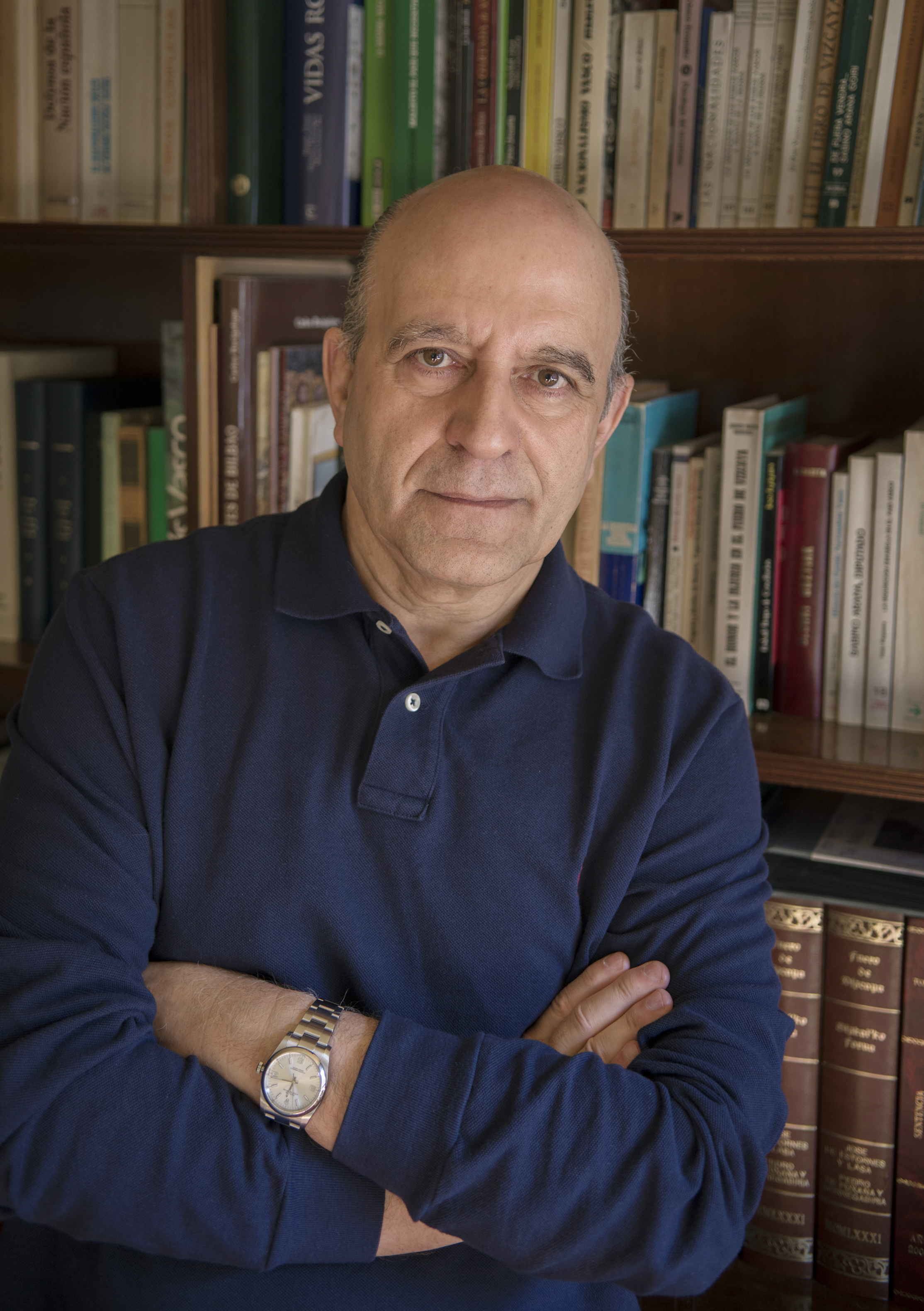
El periodista José Antonio Zarzalejos en 2014.

Durante las deliberaciones surgió otra espinosa cuestión relativa a los derechos dinásticos dentro de la propia familia real, ya que los partidarios de que Felipe fuera el sucesor indiscutible se enfrentaban a un dilema: por un lado, era imprescindible desarrollar y aprobar la ley orgánica que exigía la Constitución, lo cual haría insoslayable la reforma pendiente de ese mismo artículo 57 para suprimir la prevalencia del varón sobre la mujer en la sucesión al trono; pero, por otro, esa cuestión había de abordarse después de que Felipe fuera rey, porque, si no, las que podrían reclamar sus derechos serían las infantas, Elena y Cristina. Por si fuera poco, sobre la mesa estaba también el asunto del aforamiento. ¿Habría de resolverse en la misma ley orgánica? Al final se decidió que no convenía arriesgar la proclamación del futuro rey por el blindaje del anterior; que lo prioritario era conseguir que el Parlamento aprobara la abdicación sin plantear problemas y, después, en una segunda ley orgánica, «ir a por el aforamiento». Como resumiría por aquellas fechas el presidente del Gobierno, Mariano Rajoy, aquello era «un lío».
A lo largo de 2013, el reducido grupo siguió trabajando en el asunto, pero Spottorno seguía sin estar seguro de que la decisión de Su Majestad fuera firme; sabía que, pesar del descrédito en el que había caído su reinado y de las presiones para que se echara a un lado, en su fuero interno Juan Carlos quería pensar que «los reyes solo se van cuando mueren»; que él, que había sacrificado su infancia y su juventud para ser un día rey de España, jamás renunciaría.
A pesar de todas las precauciones, en febrero de 2013 una persona con acceso al círculo más cercano al rey deslizó al escritor y periodista José Antonio Zarzalejos que el monarca, abrumado por su difícil situación familiar y por el desgaste de su reputación pública, así como su propio deterioro físico, estaba pensando en renunciar al trono. Para contrastar la información, el periodista se reunió con el jefe de la Casa Real y este no la desmintió, así que el 22 de febrero Zarzalejos publicó en El Confidencial una crónica con el título «El rey baraja ya la abdicación». El monarca, contrariado por la indiscreción, y pese a ser consciente de su veracidad, ordenó que se desmintiera.

### Cuestiones personales
Juan Carlos I, casado de derecho con Sofía de Grecia pero separado de hecho de ella desde hacía más de cuarenta años, estaba decidido a divorciarse y casarse con su entonces amante Corinna Larsen, 27 años más joven que él, pero conservando el trono, tal y como había tratado de hacer Eduardo VIII en 1936 al desposarse con la celebridad estadounidense Wallis Simpson. Según una persona cercana al rey, la empresaria germano-danesa y Juan Carlos estaban preparando todo lo necesario para empezar una nueva vida juntos; en ese plan se incluían la comisión millonaria de los árabes, el dúplex en los Alpes suizos y el apartamento de lujo en el exclusivo barrio londinense de Belgravia.
En 2012, el rey hizo llegar a Corinna, en forma de «donación irrevocable», los 65 millones de euros que había recibido cuatro años antes. El dinero había sido transferido desde la banca Mirabaud hasta una cuenta en banca Gonet a nombre de la sociedad instrumental Solare, radicada en Nasáu (Bahamas). Larsen era la única beneficiaria de esa cuenta. El documento de donación tenía la fecha manuscrita, lo que hacía sospechar que había sido preparado sin ese dato, «en previsión de [necesitar] presentarlo a las autoridades judiciales con la [fecha] más conveniente para su defensa si se abría una investigación». Los abogados de la beneficiaria sostenían que se trataba de «un regalo no solicitado» de Juan Carlos como donación para ella y su hijo, con los cuales «se había encariñado».
Juan Carlos seguía buscando residencia para vivir con Corinna. Podría ser en Madrid, en El Pardo o en Londres, en Eaton Square. El sultán de Omán Qabus bin Said Al Said se postula como anfitrión. Y Mohamed VI le ofrece una amplia finca cerca de Marrakech donde podría construir un palacio. Pero el director del CNI, Félix Sanz Roldán, se niega en redondo: «el rey de España no puede, en ningún caso, ni siquiera abdicado, pasar largas temporadas en países no occidentales con una mujer que no es su esposa». Así, el anhelo se fue debilitando debido a la influencia de dos de las personas que tenían un acceso más directo y franco con él: el expresidente Felipe González y el propio Sanz Roldán. Es en ese entorno de confianza y franqueza con el monarca cuando se oyó a un veterano consejero decirle al rey: «Juan, tú eliges: o Corinna o Corona».

### Desafortunado discurso

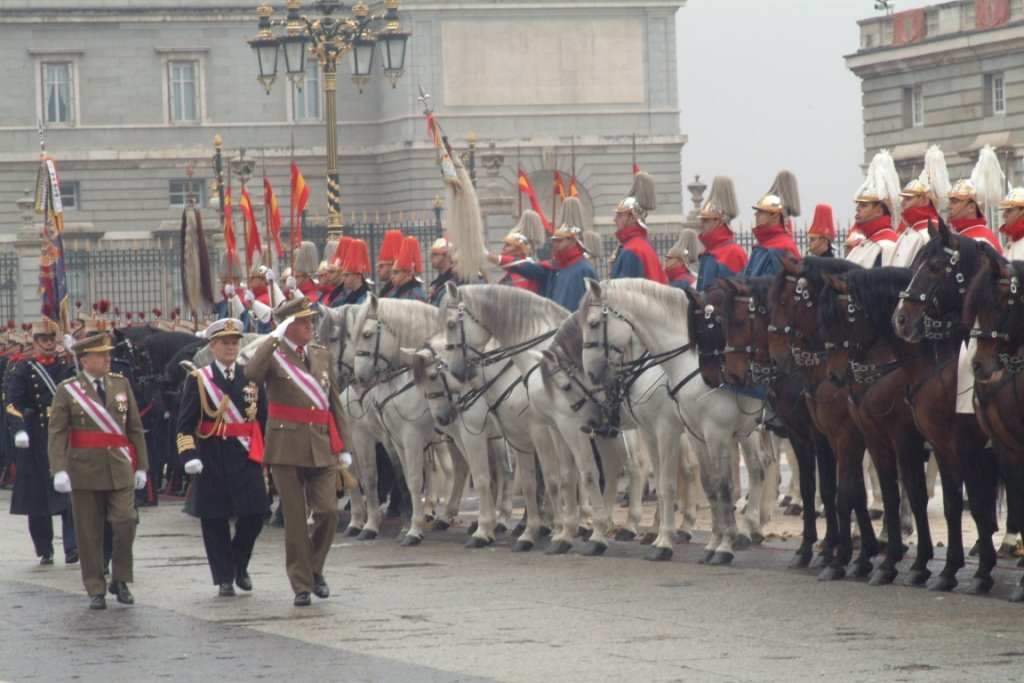
El rey Juan Carlos I pasando revista a las tropas durante la Pascua Militar de 2009.

Las versiones más solventes sitúan en el lunes 6 de enero de 2014 el punto de no retorno hacia el fin del reinado de Juan Carlos I. Como todos los años, se celebraba la festividad de la Pascua Militar, que ese año se esperaba con inusitada expectación. Tanto la propia cúpula militar del Ejército como los medios de comunicación y la ciudadanía en general albergaban dudas sobre las capacidades físicas reales del monarca para asumir con solvencia las responsabilidades de la más alta institución del Estado.
A primera hora se iniciaron los actos protocolarios, de los que ese año se había excluido la revista a las tropas para evitarle sufrimiento físico al monarca. El discurso, sin embargo, era inevitable, así que, pasadas las 13:00 horas, Juan Carlos accede al atril y, tras los saludos de rigor, toma la palabra. Los asistentes se dan cuenta enseguida de las dificultades por las que está pasando el orador. El capitán general del ejército, más que pronunciar un discurso, «balbucea» las líneas escritas. En palabras del periodista Álvaro de Cózar, Juan Carlos «choca con las palabras; se golpea con cada punto, con cada coma». El director de Comunicación de la Casa Real, Javier Ayuso, angustiado porque, además, la ceremonia se estaba retransmitiendo en directo por radio y televisión a todo el país, sufrió una lipotimia y hubo de ser evacuado discretamente de la sala. Al fin, tras saltarse párrafos enteros, y «en medio de un bochorno conmiserativo», don Juan Carlos dio por finalizada su desafortunada alocución.
La prensa, las redes sociales y la bibliografía posterior retrataron con crudeza el angustioso episodio: «dos agónicos minutos, un instante de rubor nacional»; «un momento espantoso de vergüenza y angustia colectiva»; además, el monarca proyectó una lamentable imagen ante la cúpula del Ejército, el colectivo al que se sentía más unido por vocación y afecto.
En los días siguientes se supo que el rey, desoyendo las advertencias de sus consejeros sobre la trascendencia y la inminencia del acto, había volado la semana anterior a Londres para celebrar su cumpleaños con su «familia de hecho» (su amante, Corinna Larsen; su amigo y primer marido de Corinna Philip Adkins; y el hijo de aquella, Alexander), además de con Mohamed Eyad Kayali, representante de la Casa Real de Arabia Saudí en España. La fiesta se prolongó hasta últimas horas del domingo 5, cuando ya era noche cerrada en la ciudad inglesa. Al emprender el vuelo de regreso, la espesa niebla que cubría Londres obligó a retrasar el despegue hasta bien entrada la madrugada del lunes. Don Juan Carlos apenas durmió esa noche.

### Primeros meses de 2014
Solo un día después del discurso, el martes 7 de enero de 2014, la infanta Cristina fue imputada por el juez Castro, pero no es hasta finales de febrero cuando Spottorno recibe la orden del Jefe (apodo que empleaban coloquialmente los empleados de La Zarzuela para referirse al jefe del Estado) de poner en práctica su decisión.
El equipo de trabajo se ha ampliado: a Spottorno, Ayuso, Lavilla, los exjefes de la casa real y el propio príncipe se unen la vicepresidenta del Gobierno, Soraya Sáenz de Santamaría, y el subsecretario de Presidencia Jaime Pérez Renovales. Si bien se suscitaron vivas discusiones sobre la forma final que debería adoptar la ley, al final prevaleció la tesis defendida por Lavilla, y que Ayuso verbalizaría así: «No pongáis cosas que exijan debate en el Congreso; solamente esto, para que no haya discusión: “el rey abdica en su hijo"; pero nada más».
En marzo de 2014, Juan Carlos «se rinde»: el día 26 se lo comunica a su hijo Felipe, y el 31, al presidente del Gobierno, Mariano Rajoy. Por su parte, a finales de mayo, el expresidente José María Aznar se lo transmite a su mano derecha, Javier Zarzalejos. El riesgo de filtraciones precipita los acontecimientos y se decide adelantar la fecha: será el 2 de junio.

### Último acto oficial
El acto conmemorativo del 250.º del Real Colegio de Artillería, celebrado en el Alcázar de Segovia el 16 de mayo de 2014, estuvo presidido por el rey Juan Carlos I, siendo el último acto oficial al que asistió, antes de anunciar su abdicación.

## Desarrollo

### Declaración institucional del presidente Mariano Rajoy

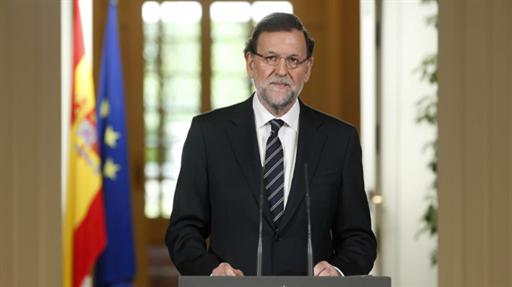
El presidente del Gobierno durante su declaración institucional.

El 2 de junio, sobre las 9:30 horas de la mañana, la Presidencia del Gobierno convocó a todos los periodistas que cubren la información gubernamental. El aviso urgente emplazaba a una declaración institucional del presidente del Gobierno de España Mariano Rajoy, sobre las 10:30 horas, en el Palacio de la Moncloa. Debido a lo sorpresivo del anuncio, las primeras especulaciones apuntaron a una crisis gubernamental como consecuencia de los resultados de las elecciones europeas; sin embargo, esta posibilidad fue pronto descartada. A las 10 de la mañana, el periodista José Antonio Zarzalejos publica en el diario digital El Confidencial un artículo titulado «El rey abdica para salvar a la Monarquía de la crisis institucional». Minutos antes de la hora señalada, varios medios de comunicación apuntan a que la declaración va a tratar sobre la abdicación del monarca.
A las 10.30 horas, el presidente avanza la intención de Su Majestad de renunciar al trono y abdicar en su hijo: 

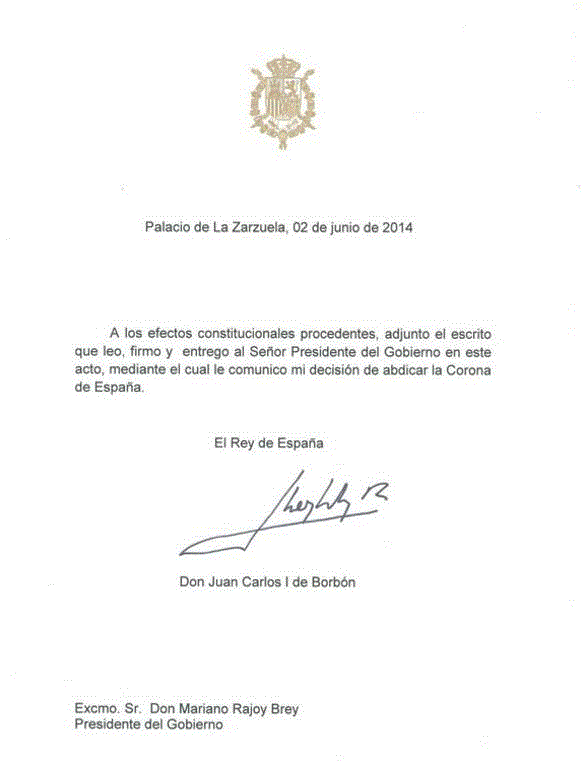
Carta de abdicación dirigida al presidente del Gobierno.

Su Majestad, el rey don Juan Carlos acaba de comunicarme su voluntad de renunciar al trono y abrir el proceso sucesorio. Los motivos que han llevado al rey a tomar esta decisión es algo que Su Majestad desea comunicar personalmente a todos los españoles a lo largo de esta misma mañana
M. Rajoy

### Declaración institucional del rey Juan Carlos I
Poco después de la declaración del presidente, la Casa Real difundió a través de la red social Twitter la carta por la que el rey formalizaba ante aquel su decisión.
La grabación en el palacio hubo de repetirse dos veces por equivocaciones del monarca saliente, por lo que la emisión se retrasó hasta las 13:05. A esa hora, los medios de comunicación nacionales difundieron el «Mensaje de S. M. el Rey a los españoles» en el que este comunicaba su renuncia.
En una alocución de seis minutos de duración Juan Carlos I recordó su llegada al trono en 1975 e hizo un repaso de su labor como jefe de Estado durante los 39 años precedentes. El discurso empezaba con estas palabras:

Me acerco a todos vosotros esta mañana a través de este mensaje para transmitiros, con singular emoción, una importante decisión y las razones que me mueven a tomarla. Guiado por el convencimiento de prestar el mejor servicio a los españoles, y una vez recuperado tanto físicamente como en mi actividad institucional, he decidido poner fin a mi reinado y abdicar la Corona de España, de manera que por el Gobierno y las Cortes Generales se provea a la efectividad de la sucesión conforme a las previsiones constitucionales.
Juan Carlos I Rey.

Declaró también que había tomado la determinación de abdicar la Corona en el mes de enero de 2014 tras su 76.º cumpleaños y que, una vez que se había recuperado físicamente, había decidido ponerlo en conocimiento del presidente del Gobierno.
Haciendo referencia a la situación económica de España y a las transformaciones y renovaciones demandadas por la sociedad, reconoció que estas debían ser llevadas a cabo por las nuevas generaciones y que su hijo, Felipe de Borbón, contaba ya con la preparación y madurez necesarias para hacerse cargo de la jefatura del Estado. Juan Carlos concluyó agradeciendo el apoyo y lealtad al pueblo de España, a todos los representantes de las instituciones del Estado y a la reina.
A 5700 kilómetros de allí, Corinna, que en esos días se aloja en el hotel neoyorkino The Mark, recibe un mensaje personal del rey, al que reacciona con «una mezcla de disgusto y desprecio»:

Acaba de cometer el mayor error de su vida. Ha firmado su sentencia de muerte. Pasará el resto de sus días en una jaula de oro.

### Consejo de Ministros extraordinario

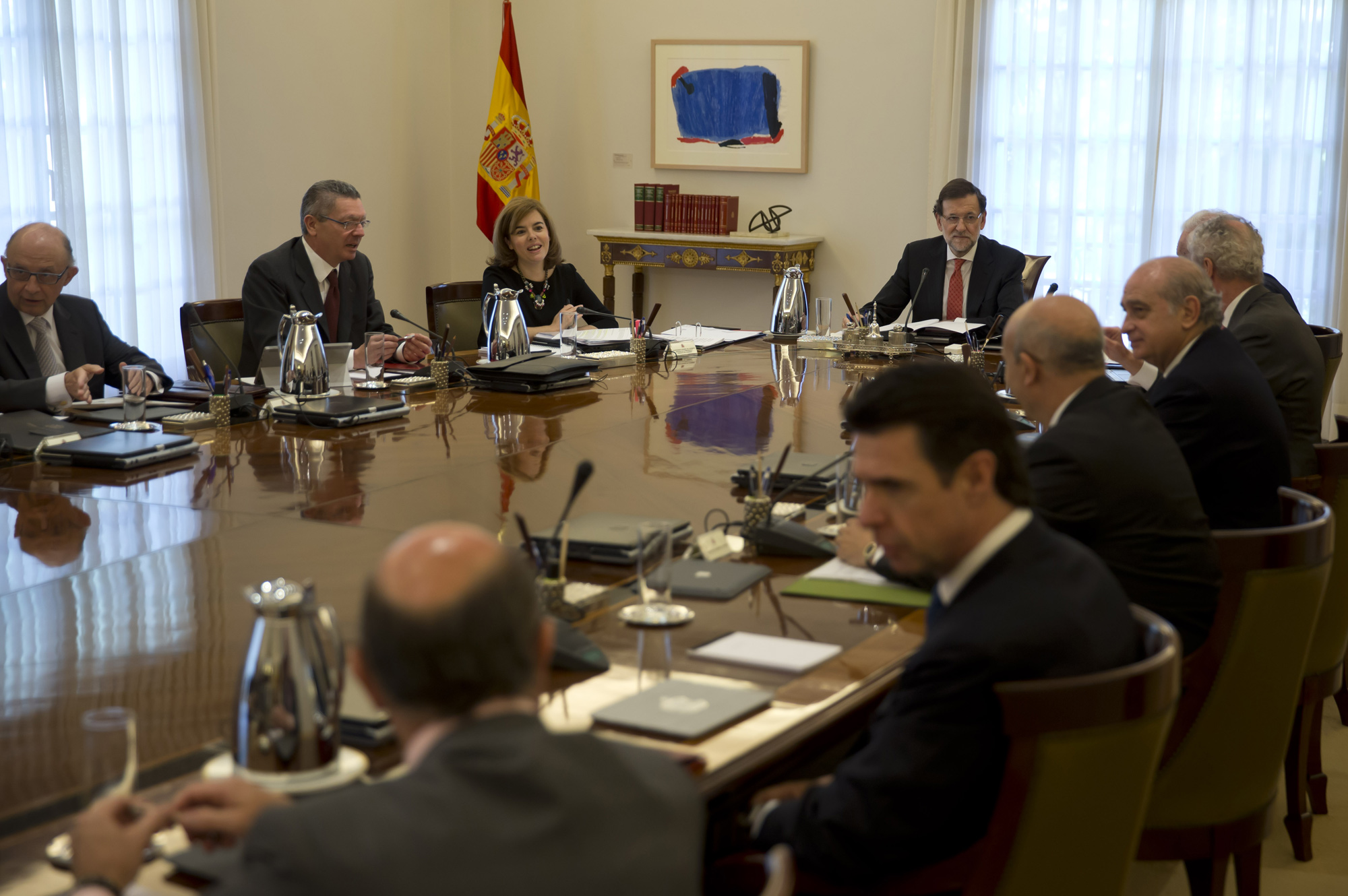
Reunión extraordinaria del Consejo de Ministros español del 3 de junio de 2014.

En su declaración, Rajoy había anunciado la convocatoria de un Consejo de Ministros extraordinario, que, efectivamente, se celebró el 3 de junio y que aprobó la remisión a las Cortes Generales del proyecto de ley orgánica por la que se hacía efectiva la abdicación. Atendiendo al artículo 57.5 de la Constitución española, «las abdicaciones y renuncias y cualquier duda de hecho o de derecho que ocurra en el orden de sucesión a la Corona se resolverán por una ley orgánica».
Finalmente, el proyecto de ley orgánica aprobado constó de un artículo único y de una disposición final única, que se reproducen a continuación:

Artículo único. Abdicación de S. M. el rey don Juan Carlos I de Borbón.

1. S. M. el rey Juan Carlos I de Borbón abdica la Corona de España.
2. La abdicación será efectiva en el momento de entrada en vigor de la presente Ley Orgánica.
Disposición final única. Entrada en vigor.

La presente Ley entrará en vigor en el momento de su publicación en el Boletín Oficial del Estado.

Además, el Consejo de Ministros aprobó un Acuerdo por el que se solicitaba el procedimiento de urgencia para su tramitación parlamentaria.

### Aprobación del proyecto de ley orgánica en el Congreso

#### División en el PSOE
Para conseguir que la ley fuera aprobada por mayoría absoluta era clave el apoyo socialista, y en él desempeñó un papel decisivo el entonces líder de la oposición Alfredo Pérez Rubalcaba. Rubalcaba, que había sido ministro de Educación, ministro de Interior, portavoz del Gobierno y Vicepresidente del ejecutivo en sucesivos gobiernos del PSOE, había ido forjando con Juan Carlos I una estrecha relación de amistad que se remontaba al año 1992, cuando ambos presidieron numerosos eventos y competiciones durante los Juegos Olímpicos de Barcelona.

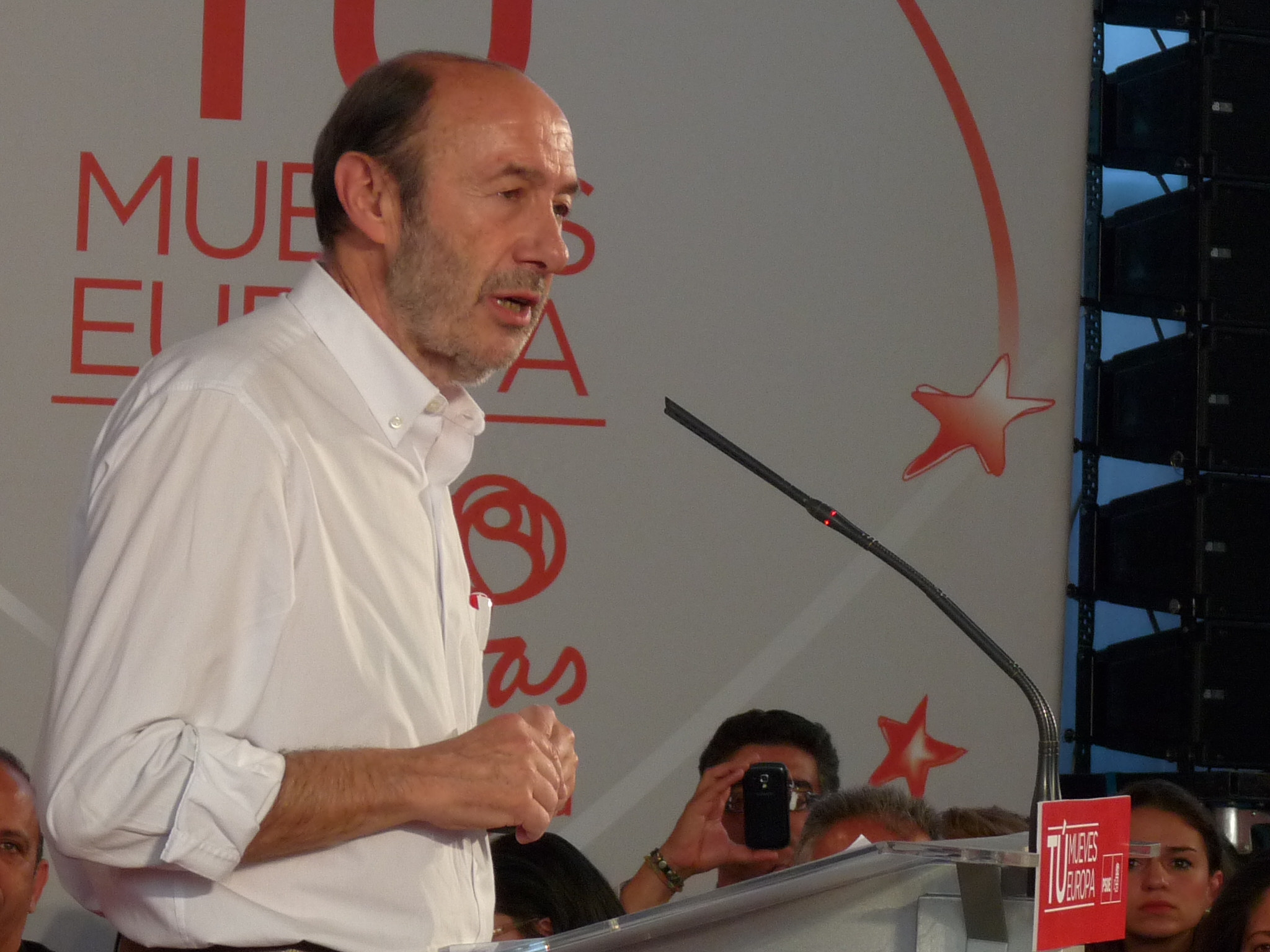
Alfredo Pérez Rubalcaba en un acto de campaña del PSOE para las elecciones al Parlamento Europeo de 2014.

En la primavera de 2014, Juan Carlos pidió ayuda al veterano político para que su grupo apoyara la ley que garantizaría la continuidad dinástica. La petición llegaba en muy mal momento para el secretario general, que en esos días atravesaba sus horas más bajas como líder del principal partido de la oposición. Pero, supeditando sus propios intereses a los del monarca, respondió: «Señor, si esa es vuestra decisión, contad conmigo. Me viene fatal, pero no me iré sin dejarlo solucionado». Y en efecto, permaneció al frente del partido incluso tras los resultados electorales cosechados en las Elecciones al Parlamento Europeo, que suponían una merma significativa de apoyo por parte del votante de izquierdas. En una entrevista grabada poco antes de su muerte, en 2019, lo rememoraba así: «Yo dimito al día siguiente de las elecciones europeas; [pero] no dimito y me voy, que es lo podía haber hecho, lo que hizo Joaquín Almunia: dimites, nombras una gestora y te vas; no: yo dimito y me quedo, y convoco un congreso para el mes siguiente».
Para intentar convencer a los diputados y barones regionales más reacios al «sí», Rubalcaba apelaba al  «consenso constitucional», que situaba por encima incluso de las «hondas raíces republicanas» fundacionales del partido. 
Aun a pesar de sus intentos, numerosos parlamentarios seguían alinéandose con las tesis de otras formaciones de izquierdas e insistían en que la sanción definitiva de la ley podía condicionarse a una consulta, previa o simultánea, a la ciudadanía. Desde Izquierda Unida, Alberto Garzón resumió así los debates y tensiones internos de esos días:

Esa ley nada impedía que pudiera incluir antes de eso un referéndum. Es decir, tú puedes hacer una ley que diga «Sí, esto va a ser así siempre y cuando en el referéndum que yo haga diga la población que sí quiere esto». Entonces, en el PSOE hubo una gran disputa: muchos diputados te decían en privado que ellos sí apoyarían el referéndum y que siguiéramos presionando.
Alberto Garzón

En ese contexto, el diputado socialista vasco y exalcalde de San Sebastián Odón Elorza remitió a la dirección del Grupo Socialista un escrito en el que pedía un debate interno en profundidad o que, en cualquier caso, se les concediera, a aquellos parlamentarios que así lo solicitaran, la libertad de voto «por razones de conciencia republicana». El secretario general la denegó.

#### Celebración del pleno y votaciones
El miércoles 11 de junio, el Pleno del Congreso de los Diputados debatió el proyecto de ley orgánica que haría efectiva la abdicación.
La sesión plenaria se inició con el acuerdo de tramitación directa y de lectura única del proyecto de ley presentado por el Gobierno. El proyecto de ley fue expuesto por el presidente del Gobierno, Mariano Rajoy, y el debate continuó con la intervención de los representantes de los distintos grupos parlamentarios.
Finalizadas las intervenciones, se votaron las enmiendas a la totalidad; algunas de ellas (La Izquierda Plural y parte del grupo mixto) propugnaban la celebración de un referéndum para decidir sobre la forma de Estado, y otras (Bloque Nacionalista Galego y Esquerra Republicana de Catalunya) sumaban a esa reivindicación el reconocimiento del derecho de autodeterminación de los diferentes territorios del Estado. Todas las iniciativas fueron rechazadas.
A continuación tuvo lugar la votación, que se desarrolló por el sistema de llamamiento, con lo que cada uno de los parlamentarios tenía que manifestar de viva voz, al ser nombrado, su posición respecto al texto. En el transcurso de la votación, algunos diputados manifestaron su respaldo a la República y otros a una república catalana independiente. 
De los 350 diputados que componían la cámara, expresaron su voto 341, ya que dos diputados del PSOE evitaron comparecer por su desacuerdo con la dirección y los siete de Amaiur se ausentaron del pleno en señal de protesta. A favor se pronunciaron 299 diputados y en contra 19, mientras que 23 de ellos se abstuvieron. Una de estas abstenciones fue la del exalcalde de San Sebastián Odón Elorza, que se negó a acatar la disciplina de voto.
El texto, una vez aprobado, se remitió directamente al Senado.

### Aprobación del proyecto de ley en el Senado
La Ley Orgánica que regulaba la abdicación del rey Juan Carlos recibió el visto bueno del Senado, el martes 17 de junio. El debate, en el que intervinieron los senadores representantes de los distintos Grupos Parlamentarios, se inició con las propuestas de veto de la norma presentadas por Izquierda Unida, Esquerra Republicana de Catalunya y Iniciativa per Catalunya-Verds. A continuación se procedió al debate del conjunto del texto por los portavoces de los distintos Grupos.
La sesión parlamentaria finalizó con la votación de las propuestas de veto, que fueron rechazadas, y la aprobación del proyecto de Ley Orgánica con 233 votos a favor, 5 en contra y 20 abstenciones de los 266 posibles.
Con la finalización de este trámite se tuvo por aprobada la ley orgánica por las Cortes Generales.

### Sanción y promulgación de la ley orgánica de abdicación
En un acto solemne al Palacio Real de Madrid, tuvo lugar la sanción y promulgación de la Ley Orgánica 3/2014, de 18 de junio, por la que se hacía efectiva la abdicación del rey Juan Carlos I. La ceremonia, aunque corta de duración, fue presenciada por un número notable de invitados entre los cuales había los presidentes de las altas instituciones del Estado, los miembros del Gobierno, los expresidentes del mismo y algunos políticos históricos. También asistieron varios miembros de la Familia Real, además de los reyes Juan Carlos y Sofía: los príncipes de Asturias, Felipe y Letizia y las infantas Leonor, Sofía y Elena. Acudieron asimismo las hermanas del rey, las infantas Pilar y Margarita, el infante Carlos y su esposa la princesa Ana de Francia, los reyes de Grecia Constantino y Ana María y el nieto mayor de los reyes de España, Felipe.
El acto se inició con la lectura del texto de la Ley Orgánica por parte de Jaime Pérez Renovales, subsecretario del Ministerio de la Presidencia. A continuación Juan Carlos I, firmó el contenido de la norma, atribución que tiene asignada por el artículo 91 de la Constitución española (CE). Seguidamente, fue el presidente del Gobierno, Mariano Rajoy, el que estampó su rúbrica en el texto dado que por mandato constitucional  (art. 56.3 CE) los actos del rey carecen de validez si no reciben el refrendo del jefe del Gobierno según lo establecido en el artículo 64 de la Constitución. Con este acto, se dio por promulgada la ley y ordenada su publicación.
Como anécdota destacable, cabe mencionar que, al finalizar la firma del documento, el rey Juan Carlos se dirigió a su hijo, a quien cedió su asiento a modo de simbolizar la sucesión.

### Publicación de la Ley Orgánica 3/2014, de 18 de junio
La ley fue publicada en el Boletín Oficial del Estado el jueves, 19 de junio de 2014, momento en que entró en vigor su contenido y por consiguiente se hizo efectiva la abdicación de Juan Carlos I de la Corona española.
La sucesión en el trono siguió el orden de primogenitura y representación y llamó al príncipe de Asturias a suceder a su padre, de acuerdo con el artículo 57.1 de la Constitución española, al ser la persona que en el mismo grado de sucesión era el más próximo al rey, y en el mismo grado, era el único varón.

### Aforamiento exprés
A principios de junio se aborda el último punto (y uno de los más importantes) de la hoja de ruta de Spottorno: el aforamiento de Juan Carlos tras perder la inviolabilidad. La vicepresidenta del Gobierno, Soraya Sáenz de Santamaría, había tenido la idea de incluir el nuevo estatus jurídico del rey saliente dentro de una ley que ya estuviera en curso, para así poder sacarla adelante sin problemas. La burocracia del Estado se puso manos a la obra y, para que el movimiento resultara más efectivo, la bautizó con un nombre tan largo como impreciso: «Ley Orgánica 4/2014, de 11 de julio, complementaria de la Ley de racionalización del sector público y otras medidas de reforma administrativa por la que se modifica la Ley Orgánica 6/1985, de 1 de julio, del Poder Judicial». Dos enmiendas incluidas en esa ley de racionalización del sector público protegerían a partir de entonces a Juan Carlos I bajo el manto del Tribunal Supremo. Si bien solo recibió el apoyo a favor del Partido Popular, la ley fue aprobada y llegó a tiempo para que las demandas de paternidad de Albert Solà y de Ingrid Sartiau, recurrentes en diversos juzgados ordinarios españoles tiempo atrás, fueran archivadas definitivamente.
Este mismo instrumento jurídico protegería también en lo sucesivo a las dos reinas, Sofía y Letizia, y a la heredera, la princesa de Asturias.

## Proclamación del nuevo rey
Al abdicar el rey, la jefatura de Estado sería asumida por su primógenito varón, es decir, el entonces príncipe de Asturias. La proclamación del nuevo monarca como Felipe VI de España tuvo lugar el 19 de junio de 2014. Una vez investido rey, su primogénita, Leonor de Borbón, le sucedió como princesa de Asturias y se convirtió en la heredera directa más joven de Europa al ocupar el primer puesto en la línea de sucesión al trono.
Juan Carlos I no asistió a la proclamación de su hijo; según un portavoz de la Casa Real, la decisión se tomó con el propósito de «dar más protagonismo al nuevo rey».

## Mantenimiento de la agenda de Juan Carlos
Entre el 3 y el 8 de junio, Juan Carlos I concluyó su antepenúltima semana en el trono español. El miércoles 4 de junio, Juan Carlos recibió un homenaje de varios empresarios en un acto en el Palacio de El Pardo. El mismo día presidió la tradicional Corrida de Beneficencia desde el Palco Real de Las Ventas. Fue la última vez en que el rey ejerció esta presidencia, una vez anunciada su abdicación de la corona. El viernes 6 de junio, el expresidente de Gobierno español José María Aznar le despidió desde The Wall Street Journal El domingo 8, se despidió de las Fuerzas Armadas como mando supremo, con presencia de su Guardia Real, el Ejército de Tierra, el Ejército del Aire, la Armada y la Guardia Civil.
Al día siguiente, recibió al presidente de México, Enrique Peña Nieto, a quien concedió el collar de la Orden de Isabel la Católica. El jueves 12, Juan Carlos recibió de Adolfo Suárez Illana la devolución del collar de la Insigne Orden del Toisón de Oro, que había sido otorgado a su padre, el expresidente Suárez. El mismo día celebró su última audiencia con el presidente de la patronal catalana, Joaquín Gay de Montellá Ferrer-Vidal.
La ley que autorizó la abdicación fue aprobada por las dos Cámaras parlamentarias y en presencia de las principales autoridades del Estado.
Finalmente, Juan Carlos I puso fin a su reinado con la sanción de la ley de abdicación. Fue la última norma que rubricó y justamente la que puso fin a su reinado la tarde del 18 de junio. Desde la medianoche del 19 de junio, su hijo Felipe VI permanece como el nuevo monarca.

## Reacciones

### Movimiento en favor de una consulta a la ciudadanía sobre la forma de Estado
Como inmediata reacción al mensaje de la abdicación, se registraron en diversas ciudades españolas numerosas manifestaciones ciudadanas a favor de una consulta a los españoles sobre su modelo preferido de Estado. La formación política Podemos, que acababa de cosechar un sorprendente éxito en las elecciones al Parlamento Europeo, emitió un comunicado pidiendo un referéndum para decidir el modelo de Estado, un pacto que definitivamente reconociera a los españoles «como ciudadanos y no como súbditos». Además de Podemos, otros partidos políticos de tendencia republicana, como Izquierda Unida y Equo, pidieron públicamente la convocatoria de un referendo. En el mismo sentido se posicionaron algunas corrientes internas del Partido Socialista Obrero Español, como Izquierda Socialista.
También ese día, esos mismos partidos políticos, así como movimientos sociales contrarios a la monarquía, convocaron en decenas de ciudades españolas concentraciones para reivindicar un proceso constituyente. Todas ellas se desarrollaron «sin incidentes» y en un «ambiente festivo», según El Mundo. Los asistentes portaban la bandera tricolor y coreaban consignas como «España, mañana, será republicana», «Felipe, querido, nadie te ha elegido» o «Los borbones, a las elecciones» (y, también, «Los borbones, a los tiburones»). Se exigía «una transición real sin rey».

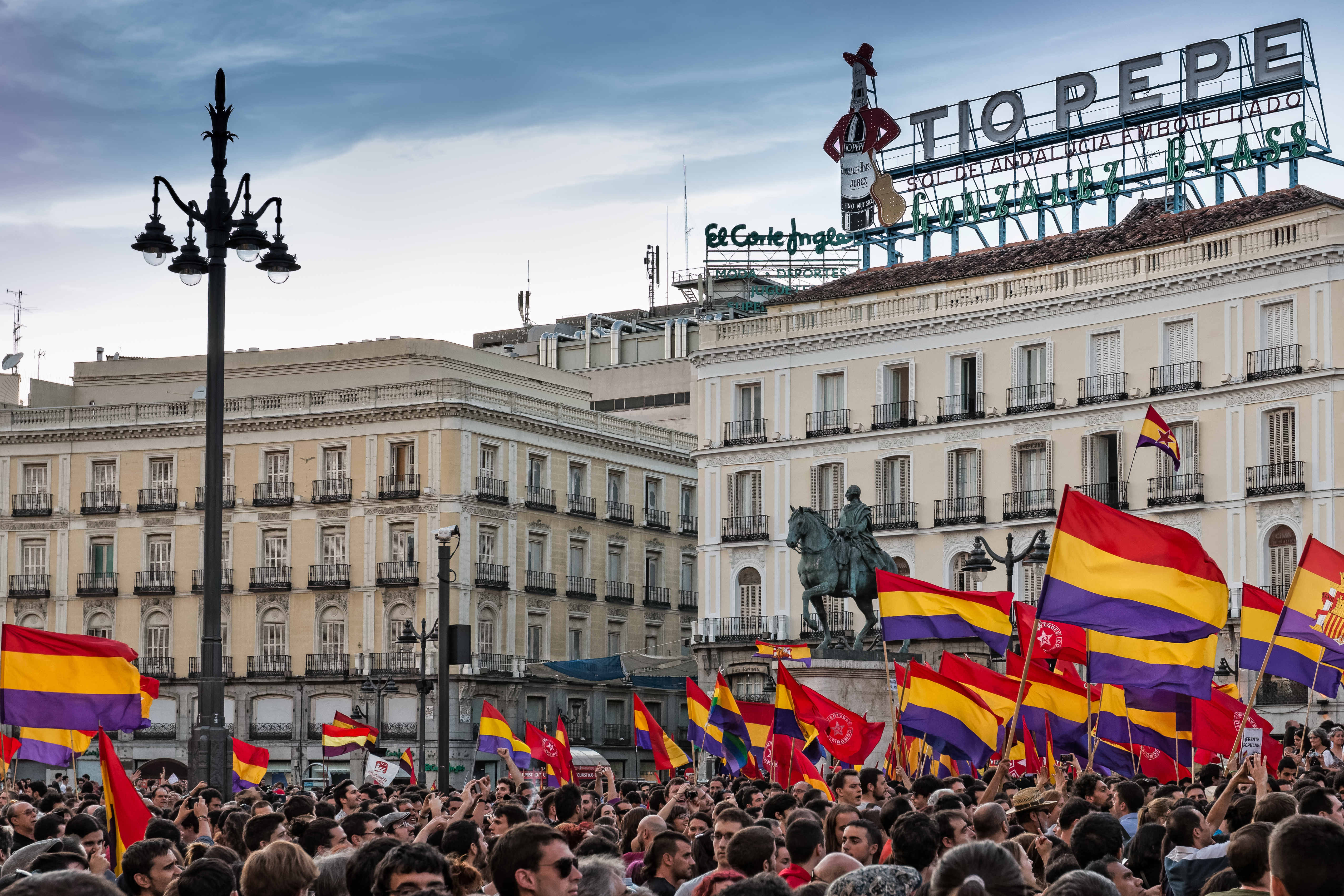
Manifestación el 2 de junio en la Puerta del Sol de Madrid

La manifestación republicana en Madrid, que tuvo lugar en la Puerta del Sol, reunió a, según las fuentes, entre 10 000 y 20 000 personas. En la Plaza de Cataluña de Barcelona se congregaron unos 5000 asistentes; Esquerra Republicana de Catalunya, uno de los partidos convocantes, llamó a todos los catalanes partidarios de una República catalana independiente a salir a las plazas de sus respectivos ayuntamientos, para apoyar la secesión. Valencia y Alicante también fueron escenario de manifestaciones. 
En Galicia se registraron concentraciones en varias ciudades, convocadas, entre otros, por el Bloque Nacionalista Galego y Nós-Unidade Popular, ambos a favor de la independencia de Galicia; la mayor de ellas fue en Vigo. En las manifestaciones se observaron banderas independentistas gallegas y proclamas a favor de una República gallega independiente. También en Zaragoza se llevó a cabo una concentración, con una asistencia cercana a las 2000 personas. En Andalucía, las manifestaciones principales fueron en Sevilla y en Granada. En esta ciudad se sustituyó la bandera constitucional de la plaza por una bandera republicana. En total se promovieron más de sesenta concentraciones en todo el territorio nacional.
El sábado 7 de junio, se celebraron nuevamente manifestaciones en más de cuarenta ciudades españolas. La participación esta vez fue bastante menor.
Fuera de España, en otras capitales europeas como París y Bruselas hubo manifestaciones y la prensa se hizo eco de la situación en España; así, el diario The New York Times informó de la petición que una intermediaria financiera española residente en Londres, Helena Fernández de Bobadilla, había formulado a través de una plataforma de recogida de firmas. La pregunta pretendía determinar si los españoles querían «otro rey» o «ningún rey».

### Manifestaciones a favor de la monarquía
Los partidarios de la monarquía como modelo de Estado también hicieron un llamamiento a manifestarse el día 6 de junio en diversos puntos de la geografía española, como Madrid o Sevilla. Esta última convocatoria congregó a unas doscientas personas.

### Redes sociales
Una hora después del anuncio, la abdicación ocupaba los diez primeros puestos de temas del día de España en la red social Twitter. Etiquetas como #ElReyAbdica, #VivaElRey, #FelipeVI, #ReyFelipeVI, #JuanCarlos, #ElRey, #Borbones o #IIIRepública copaban los primeros puestos.

### Revistas satíricas
Varios dibujantes de la revista satírica El Jueves dimitieron tras acusar de autocensura a la empresa Grupo RBA, dueña de la revista. La empresa editora de la revista, según los dibujantes, se negó tanto a ilustrar la portada con dibujos de la Casa Real como a mentar temas relacionados con la monarquía y acusaron a la empresa de destruir 60 000 ejemplares ya impresos con una portada que hacía referencia a la abdicación para sustituirlos por otros con portada de diferente temática. Fuentes oficiales de la revista negaron esa acusación,  manifestando literalmente que la portada publicada «era la prevista y el lunes se intentó cambiar» y que «no fue posible por tiempo, porque no se podía esperar más y había que imprimir», afirmando que «no estamos secuestrados y el tema de la abdicación se trata en páginas interiores», precisando que incluso se había retrasado la publicación de la revista «por haber añadido nuevas páginas sobre la abdicación». Dichos dibujantes publicaron el 18 de junio, el día anterior a la coronación de Felipe VI, un cómic digital especial para la ocasión llamado Orgullo y satisfacción.

### Encuestas
Entretanto, una encuesta realizada por la empresa de sondeos de opinión Metroscopia para el diario El País ha revelado que, si bien el príncipe Felipe de Borbón goza de mayor aprobación que el rey Juan Carlos, obteniendo una nota de 7,3 sobre 10, la mayoría de los españoles (62 %) desea que en algún momento haya una consulta para decidir sobre la forma de Estado. La misma encuesta refleja que la mayoría de los entrevistados, casi un 50 %, estarían a favor de la continuidad de la monarquía encarnada en Felipe VI, frente a un 36 % que estarían en contra.
Otra encuesta realizada por la La Sexta reveló que el 53,1 % de los españoles es favorable a la continuidad de la monarquía frente a un 36 % que se decanta por la república; asimismo el 63,1 % esta a favor de que el príncipe Felipe herede la corona frente al 32 % que está en contra. Una encuesta realizada por el diario El Mundo, muestra que la abdicación ha mejorado la imagen de la Corona, pasando de un apoyo del 49,9 % a un 55,7 % a favor de la continuidad de la institución monárquica. Así mismo la encuesta muestra un aumento y apoyo entre los diferentes votantes de los distintos partidos políticos hacia la Corona: aumentando del 77,7 % al 80,3 % entre los votantes del PP, del 45,2 % al 52,7 % entre los votantes del PSOE y del 14,1 % al 22,6 % entre los votantes de IU.
Una encuesta realizada por TNS Demoscopia para Antena 3 revela que dos de cada tres ciudadanos creen que la abdicación se ha realizado en un momento oportuno, y el 60 % apoya la proclamación del príncipe Felipe como nuevo rey.
Los españoles, como las personas más cercanas al rey Juan Carlos, consideraron mayoritariamente que su decisión de abdicar la Corona era ya conveniente. Un 76 % y, además, elevando su grado de apoyo a la Monarquía (56 %) reconoció como su forma de Estado para España. De hecho, en referéndum, esta opción habría ganado por 20 puntos a la republicana. Desde entonces, en cualquier caso, el apoyo a la monarquía no ha dejado de caer sostenidamente, mostrando algunas encuestas un apoyo a la causa republicana mayor que a la monárquica a partir de 2020.